# Emberiza spodocephala
El escribano enmascarado (Emberiza spodocephala) es una especie de ave paseriforme de la familia Emberizidae propia de Asia oriental.

## Descripción

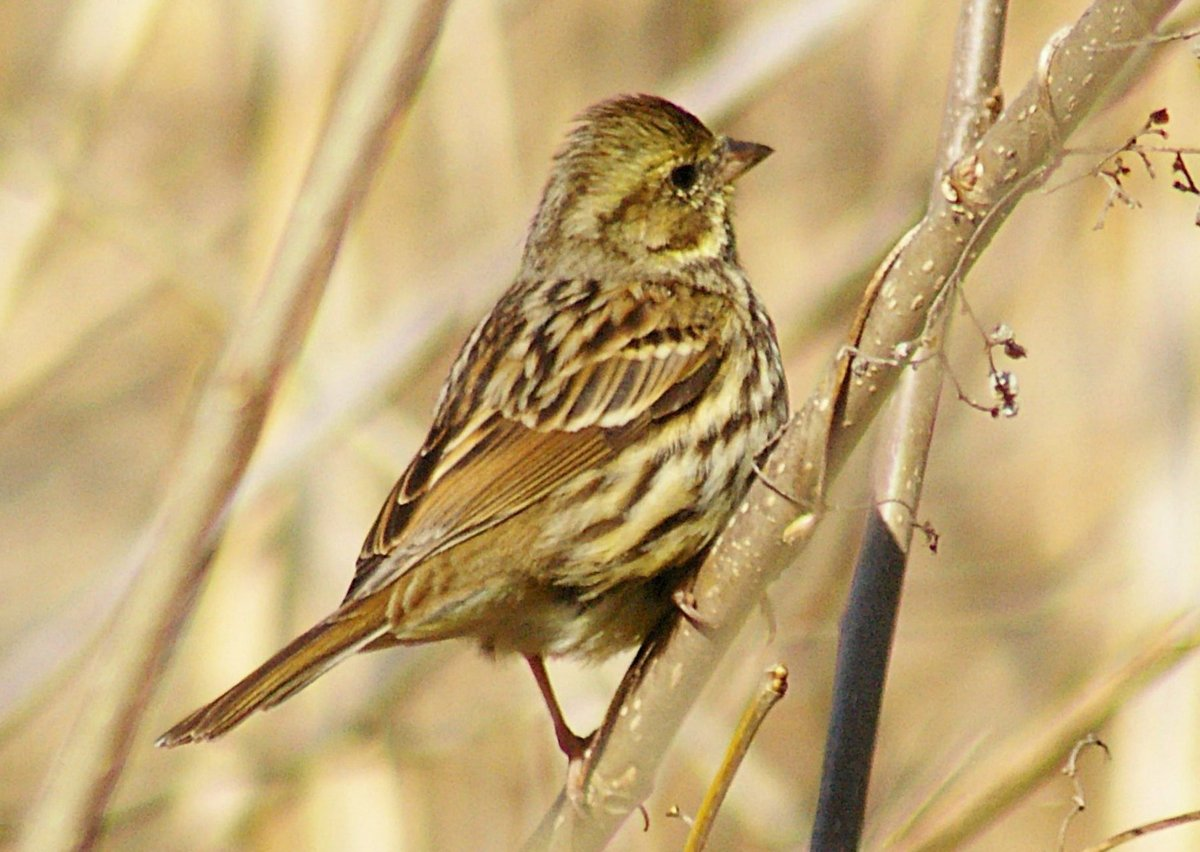
Hembra.

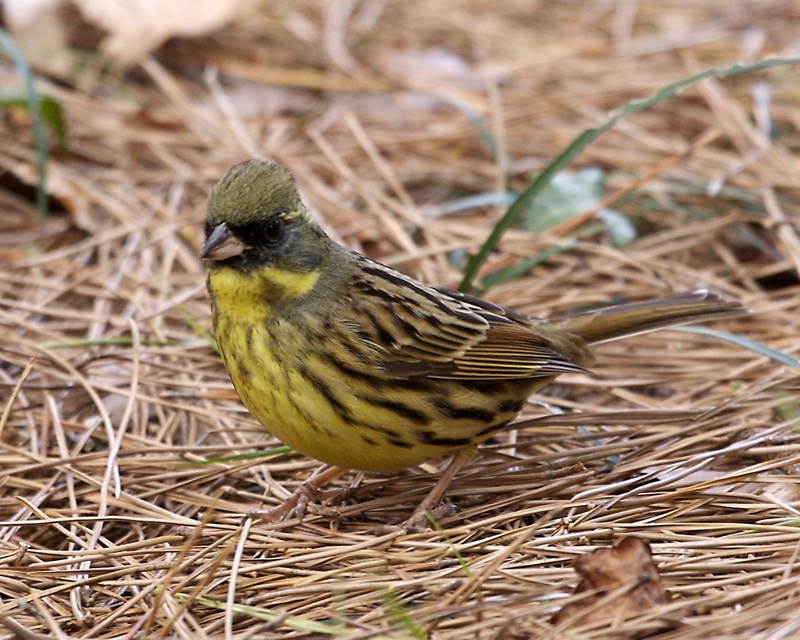
Macho reproductivo.

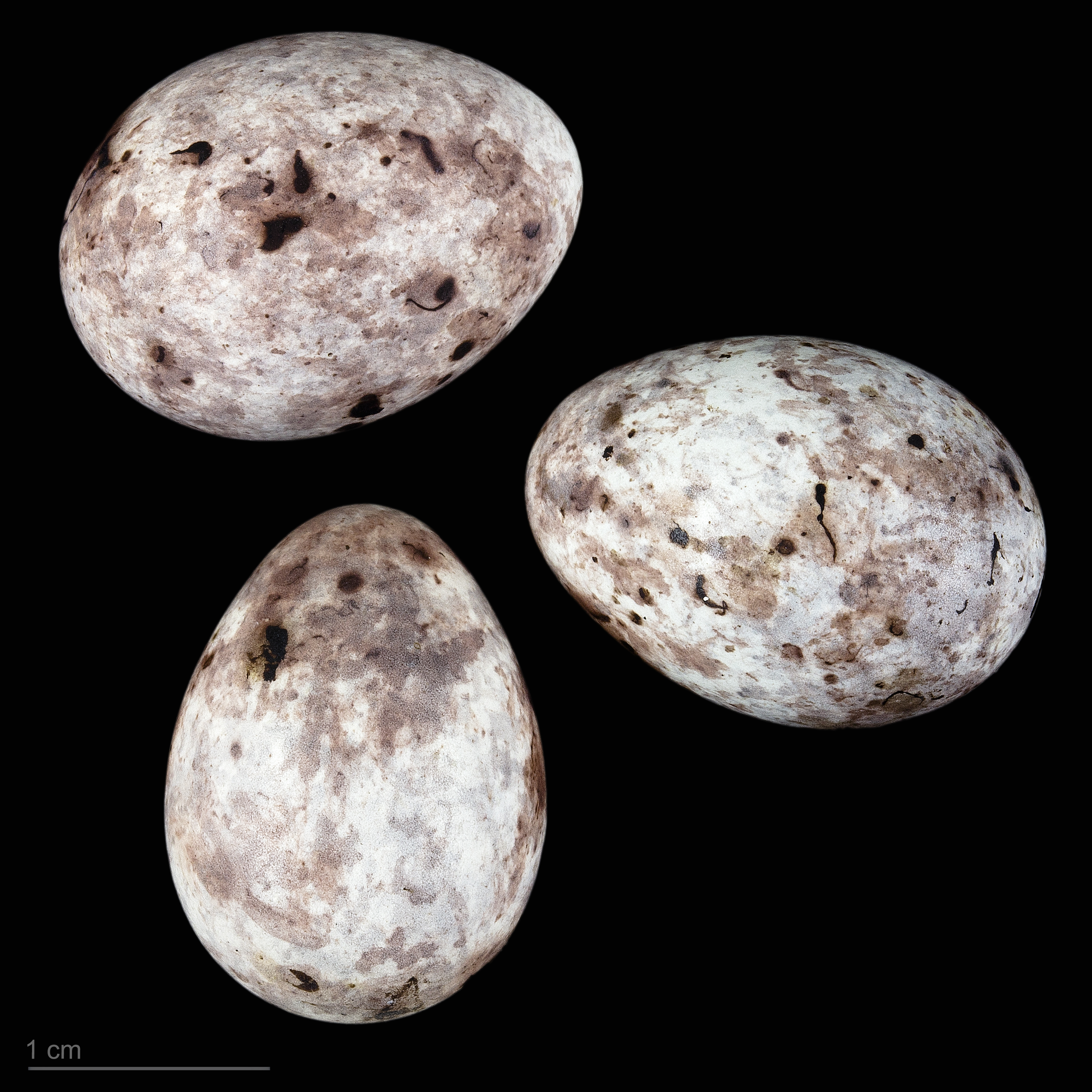
Emberiza spodocephala personata - MHNT

El escribano enmascarado es un pájaro de hábitos terrestres que mide unos 16 cm de largo. Su aspecto general es la de un acentor con el pico corto de los escribanos. El macho en la época de cría presenta la cabeza gris con una mancha negruzca en el lorum y alrededor de los ojos a modo de máscara, y bigoteras y la garganta amarillas. Sus partes superiores son de tonos pardos con un denso vetado negro, salvo en el obispillo. Su cola es más oscura. En cambio sus partes inferiores son de color amarillo claro con algunas vetas pardas. 
Las hembras y los juveniles son de tonos más discretos, con el rostro gris verdoso y listas superciliares claras y bigoteras blanquecinas. Sus partes son de anteado amarillentas con denso veteado pardo oscuro.
El escribano enmascarado emite llamadas de tipo tzii. Es un sonido muy «metálico» y corto.

## Distribución y hábitat
Cría en desde el sur de Siberia, el norte de China hasta el norte de Japón. Es un pájaro migratorio que pasa en invierno en el sur, desde China, Corea y Japón hasta el noreste del subcontiente indio, y las regiones septentrionales del sudeste asiático.
El escribano enmascarado cría en el sotobosque denso de la taiga y los bosques de ribera, donde anida tanto en el suelo como en los árboles. Pasa el invierno cerca del agua en hábitas arbustivos o campos de cultivo. 

## Comportamiento
Se alimenta de principalmente de semillas, aunque a sus polluelos los ceba principalmente de insectos.